# Pomasia pulchrilinea
Pomasia pulchrilinea är en fjärilsart som beskrevs av Walker 1866. Pomasia pulchrilinea ingår i släktet Pomasia och familjen mätare. Inga underarter finns listade i Catalogue of Life.